# 沿線
| ウィキペディアには「沿線」という見出しの百科事典記事はありません（タイトルに「沿線」を含むページの一覧/「沿線」で始まるページの一覧）。 代わりにウィクショナリーのページ「沿線」が役に立つかもしれません。 |